# Brunia
Brunia L., 1753 è un genere di piante angiosperme appartenente alla famiglia delle Bruniaceae, endemico del Sudafrica.

## Distribuzione e habitat
Il genere è diffuso nelle Province del Capo e in KwaZulu-Natal.

## Tassonomia
Comprende le seguenti specie:
- Brunia africana (Burm.f.) Class.-Bockh. & E.G.H.Oliv.
- Brunia angulata (Sond.) Class.-Bockh. & E.G.H.Oliv.
- Brunia barnardii (Pillans) Class.-Bockh. & E.G.H.Oliv.
- Brunia bullata (Schltr.) Class.-Bockh. & E.G.H.Oliv.
- Brunia callunoides (Oliv.) Class.-Bockh. & E.G.H.Oliv.
- Brunia compacta A.V.Hall
- Brunia cordata (Burm.f.) Walp.
- Brunia dregeana (Sond.) Class.-Bockh. & E.G.H.Oliv.
- Brunia esterhuyseniae (Strid) Class.-Bockh. & E.G.H.Oliv.
- Brunia fragarioides Willd.
- Brunia laevis Thunb.
- Brunia latebracteata A.V.Hall
- Brunia macrocephala Willd.
- Brunia microphylla Thunb.
- Brunia monogyna (Vahl) Class.-Bockh. & E.G.H.Oliv.
- Brunia monostyla (Pillans) Class.-Bockh. & E.G.H.Oliv.
- Brunia myrtoides (Vahl) Class.-Bockh. & E.G.H.Oliv.
- Brunia neglecta Schltr.
- Brunia noduliflora Goldblatt & J.C.Manning
- Brunia oblongifolia (Pillans) Class.-Bockh. & E.G.H.Oliv.
- Brunia paleacea P.J.Bergius
- Brunia palustris (Schltr. ex Dümmer) Class.-Bockh. & E.G.H.Oliv.
- Brunia pentandra (Thunb.) Class.-Bockh. & E.G.H.Oliv.
- Brunia phylicoides Thunb.
- Brunia pillansii Class.-Bockh. & E.G.H.Oliv.
- Brunia powrieae Class.-Bockh. & E.G.H.Oliv.
- Brunia purpurea (Pillans) Class.-Bockh. & E.G.H.Oliv.
- Brunia sacculata (Dümmer)
- Brunia schlechteri (Dümmer) Class.-Bockh. & E.G.H.Oliv.
- Brunia sphaerocephala (Sond.) A.V.Hall
- Brunia squalida Sond.
- Brunia thomae Class.-Bockh. & E.G.H.Oliv.
- Brunia trigyna (Schltr.) Class.-Bockh. & E.G.H.Oliv.
- Brunia tulbaghensis (Schltr. ex Dümmer) Class.-Bockh. & E.G.H.Oliv.
- Brunia variabilis (Pillans) Class.-Bockh. & E.G.H.Oliv.
- Brunia villosa E.Mey. ex Sond.
- Brunia virgata Brongn.